# Установка фракціонування Сарнія
Установка фракціонування Сарнія — виробництво у канадській провінції Онтаріо, яке здійснює розділення зріджених вуглеводневих газів (ЗВГ).
У 1953 році в район Сарнії вивели трубопровідну систему Enbridge Pipeline, яка прямує від розташованої за кілька тисяч кілометрів західніше нафтогазодобувної провінції Альберта. Вона зокрема здатна транспортувати ЗВГ, для чого наразі призначені нитки № 1 (на ділянці від Альберти до озера Верхнє, одна з п'яти ниток, прокладених на цьому відтинку) та № 5 (від озера Верхнє до Сарнії). А в 1970-му у Сарнії запустили установку фракціонування, котра здійснює розділення суміші С3+, доправленої по Enbridge Pipeline (послугами цієї системи, зокрема, користуються для подачі пропан-бутанової суміші з комплексу фракціонування у Форт-Саскачевані, котрий належить компанії Plains All American — одному із співвласників сарнійського фракціонатору). 
Крім того, ЗВГ для фракціонування можуть отримувати:
- від місцевої нафтопереробної промисловості (регіон здавна є її центром — першу нафту тут почали видобувати за допомогою викопаної шахти ще в 1858 році);
- від розташованих у регіоні газопереробних заводів (наприклад, від ГПЗ Калкаска у штаті Мічиган до прикордонного Мерісвілю прямує ЗВГ-трубопровід Kalkaska Pipeline довжиною біля 360 км та діаметром 200 мм);
- від місцевих нафтохімічних підприємств (в районі Сарнії працюють крекінг-установки компаній NOVA та Imperial Oil).
Станом на початок 2010-х потужність фракціонатора становила 150 тисяч барелів на добу, а його продукція включала пропан, бутан, ізобутан та конденсат. Для зберігання останнього використовують наземні резервуари, тоді як ЗВГ (нерозділені та фракціоновані) розміщують у власному підземному сховищі Сарнія. 
За допомогою трубопроводу Eastern Delivery System фракціоновані гази доправляють до підземних сховищ у Віндзорі, Мерісвілі та Сент-Клер (два останні пункти озташовані по інший бік прикордонної річки у штаті Мічиган). Ця ж система забезпечує зазначений вище зв'язок фракціонатору із кінцевим пунктом Kalkaska Pipeline.
Окрім трубопровідного, відправка продукції відбувається також залізничним і автомобільним транспортом.
Можливо відзначити, що згадані вище нафтохімічні упідприємства раніше були великими споживачами пропану та бутану. Втім, у 2010-х вони почали все більше використовувати етан, додаткові обсяги якого стали доступні внаслідок «сланцевої революції» у США.